# Björne Väggö
Björne Väggö (Malmö, 9 de septiembre de 1955) es un deportista sueco que compitió en esgrima, especialista en la modalidad de espada.
Participó en los Juegos Olímpicos de Los Ángeles 1984, obteniendo una medalla de plata en la prueba individual y el quinto lugar por equipos.

## Palmarés internacional
| Juegos Olímpicos | Juegos Olímpicos             | Juegos Olímpicos | Juegos Olímpicos  |
| Año              | Lugar                        | Medalla          | Prueba            |
| ---------------- | ---------------------------- | ---------------- | ----------------- |
| 1984             | Los Ángeles (Estados Unidos) | Medalla de plata | Espada individual |